# 메건 니콜
메건 니콜(Megan Nicole, 1993년 9월 1일 ~ )은 미국의 싱어송라이터이다.